# Mico argentatus
El tití plateado (Mico argentatus) es una especie de primate platirrino que habita en los bosques del oeste de la Amazonia, en Brasil y el oriente de Bolivia.
Su cuerpo tiene una longitud de 18 a 28 cm y pesa entre 300 y 400 g. Es de hábitos diurnos y arbóreos. Vive en grupos territoriales de 6 a 10 individuos en cada uno de los cuales solamente una hembra dominante se mantiene fértil y emite feromona que impiden que las demás presenten ovulación.
Se alimenta de huevos de aves, frutas, insectos, pequeños invertebrados y savia de los árboles.